# Odet-Cascadec-Bolloré

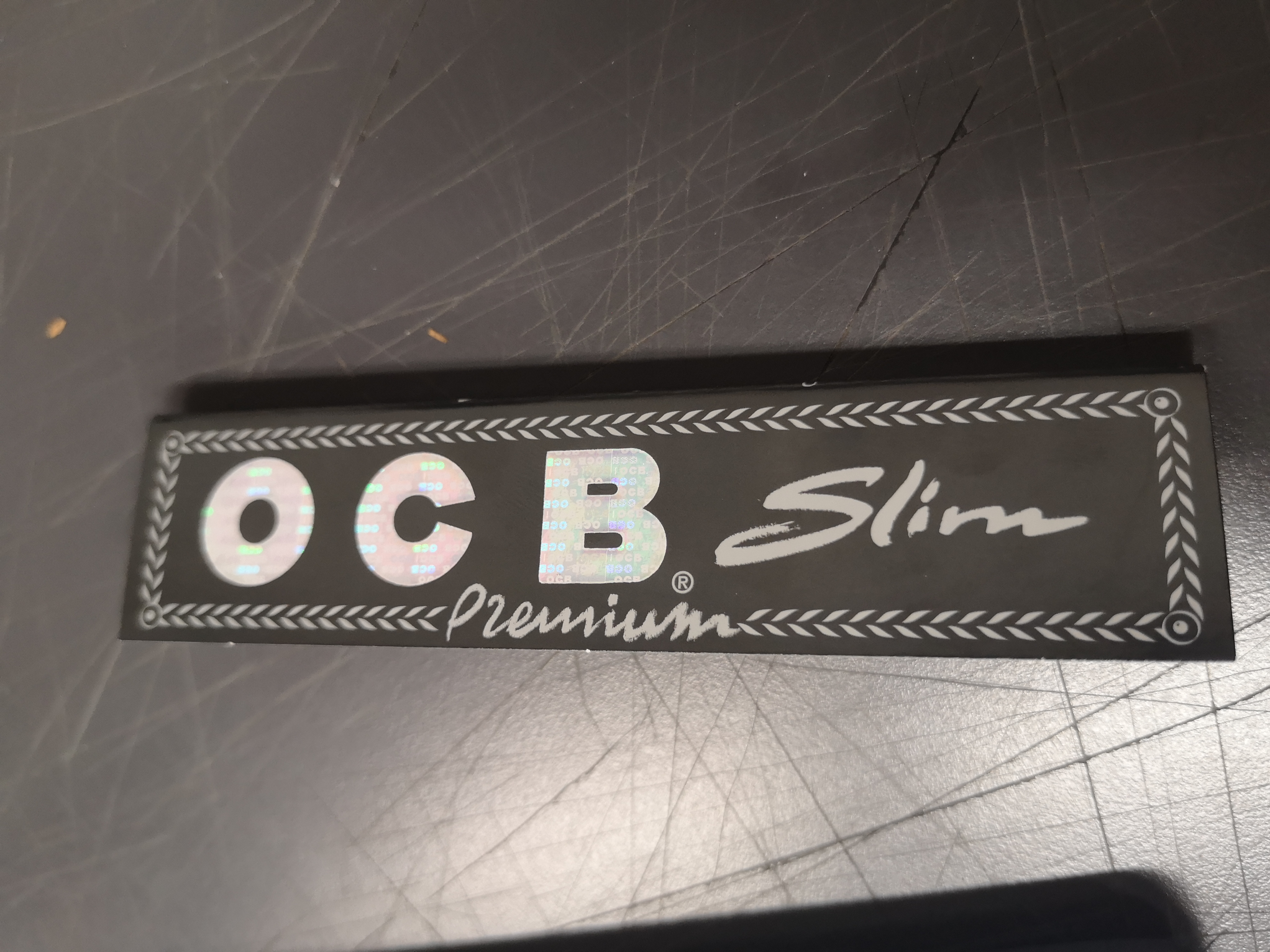
Pacchetto di cartine OCB

OCB, è una marca di cartine da rollaggio (lunghe e corte). Il nome è un acronimo per Odet-Cascadec-Bolloré.

## Origine del nome
- L'Odet è un fiume del dipartimento francese Finistère in Bretagna che passa per Quimper e si butta nell'oceano Atlantico a Bénodet. Una delle prime fabbriche OCB si trovava poco distante dalla sorgente dell'Odet.
- Cascadec, a Scaër è il nome di un luogo dove si trovano altri stabilimenti industriali del gruppo OCB. Ora appartiene al gruppo Glatfelter e si chiama Papeteries di Cascadec.[senza fonte]
- Bolloré è il cognome del creatore dell'impresa nel 1918: René Bolloré.

## Storia
- nel 1822 René Bolloré fonda la prima cartiera sulle rive dell'Odet;
- nel 1893 la seconda nei pressi di Cascadec, a Scaër;
- nel 1918 nasce il marchio OCB;

Nel 1987 Vincent Bolloré, pronipote del fondatore, riacquista da un concorrente la società JOB di Perpignan, creando la Bolloré Technologies. Nel 2000 l'81% della società è stato venduto al suo principale cliente statunitense, Don Levin, che cambia il nome in "Republic Technologies". La società appartiene al gruppo   internazionale Republic, con sede a Chicago negli Stati Uniti. La fabbricazione della carta da sigarette prosegue nella fabbrica di Perpignan. Nel 2006 Bolloré vende alla Don Levin anche il restante 19% della società.
Nel 1996 sono girate delle voci secondo le quali il marchio OCB sarebbe appartenuto a Jean Marie Le Pen, o al suo partito, il Fronte Nazionale, ovvero che egli ne sarebbe stato azionista, o ancora che l'OCB avrebbe finanziato il Fronte Nazionale. Il gruppo Bolloré, dopo aver inizialmente ignorato le voci, rispose nel 1997 con una pubblicità che aveva come protagonista un indossatore di colore, incompatibile con l'ideologia del partito. La voce era ancora presente nel 2009. In effetti l'ex presidente della società, Vincent Bolloré, è invece vicino all'UMP di Nicolas Sarkozy.